# Marzipankartoffel

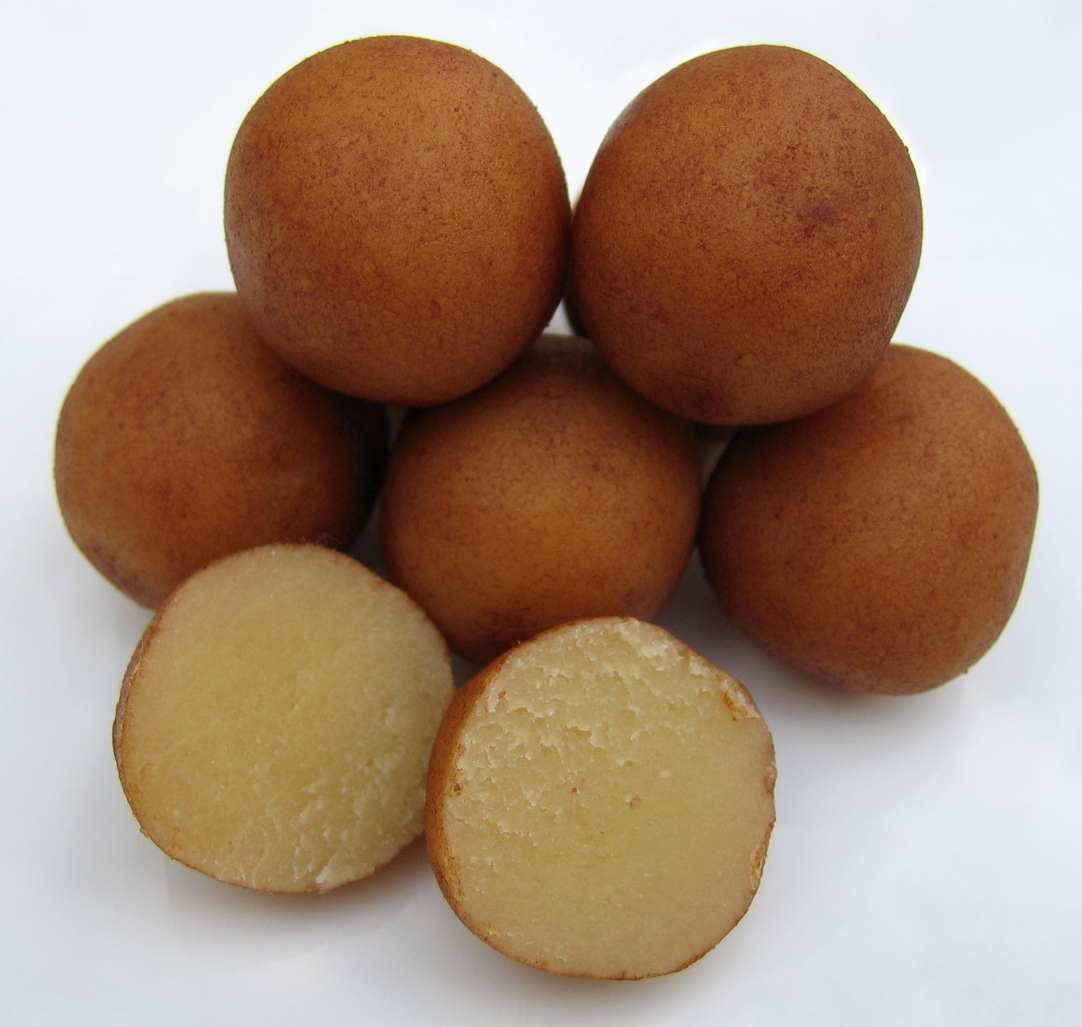
Marzipankartoffeln

Die Marzipankartoffel ist eine kugelförmige Süßigkeit aus Marzipan, die vor allem zur Weihnachtszeit verkauft wird. Durch die äußere Ähnlichkeit mit Kartoffeln bekam diese Süßspeise ihren Namen.
Im Durchschnitt beträgt der Durchmesser jeder Kugel zwischen 1,5 cm und 2 cm. Die Kugeln werden aus Marzipan geformt und mit einer Zimt-Kakao-Mischung bestäubt, die auch den typischen Geschmack der Marzipankartoffel ausmacht.

## Feine Backware
Ebenso bezeichnet man als Marzipankartoffel ein Gebäck aus Biskuitteig, der mit Creme oder Nougat gefüllt ist. Die namensgebende Ähnlichkeit mit einer Kartoffel wird durch eine Marzipandecke erzeugt, die abschließend mit Kakaopulver bestäubt wird. Je nach Zubereitung gibt es Namensvariationen wie z. B. "Wiener Marzipankartoffel" oder "Biskuit-Marzipankartoffel".